# Biltog
Biltog er tog, der transporterer biler og andre køretøjer. Tog til transport af nyproducerede biler betragtes dog som godstog. Biltog kan groft sagt opdeles i tre typer:
- Biltog, hvor passagererne bliver ved bilerne under turen. Typisk til korte rejser, som f.eks. under Den Engelske Kanal.
- Biltog, hvor passagererne opholder sig i andre vogne under turen. Typisk til lange rejser, hvor passagererne f.eks. kan vælge sove- eller liggevogne.
- Biltog, hvor passagererne ikke kan rejse med samme tog som bilen, men er henvist til f.eks. de almindelige persontog. Her har biltogene visse ligheder med godstog.

## Europæiske biltog
I Centraleuropa tilbyder ÖBB, Euro-Express og BTE rejse med biltog mellem 12 destinationer i Tyskland, Italien og Østrig. 
I Eurotunnelen under Den Engelske Kanal mellem England og Frankrig transporteres biler, motorcykler, busser og lastbiler i biltog kaldet Eurotunnel Shuttle. Overfarten tager omkring 35 minutter, og passagerne bliver ved bilerne, men har mulighed for at stige ud og benytte f.eks. toiletfaciliteter.
Samme type biltog bruges også i tunneler gennem alperne i Schweiz. Her er det dog typisk ikke tilladt at stige ud af bilen.
I Frankrig tilbyder SNCF at transportere bilen mellem en lang række franske byer. Her er det ikke muligt for passagerne, at være med samme tog som bilen. Bilen kan afleveres på stationen et døgn før afrejse og afhentes et døgn efter ankomst.
I Finland er der biltog mellem Helsingfors og Turku i syd og det nordlige Finland. Biltogene kan udover biler også transportere motorcykler og snescootere.
Sylt Shuttle og Autozug Sylt er to selskaber, det ene drives af Deutsche Bahn (Sylt Shuttle) og det andet drives af det tyske privatbaneselskab RDC. Forskelligt til andre biltog hvor der tit er tilkoblet personvogne, skal personer blive i bilen under overfarten. Terminalerne ligger i Niebüll på fastlandet, og Westerland på øen Sild (Slesvig-Holstein). Turen tager 35 - 40 minutter afhænge af hvor meget trafik der er på strækningen til Westerland. Før 2016 var det kun DB der stod for biltogne, RDC Autozug Sylt blev oprettet i 2016 som en konkurrent til DB. 